# 小笠原一庵
小笠原 一庵（おがさわら いちあん、生没年不詳）は、徳川政権下の最初の長崎奉行。名は為信。

## 生涯
慶長8年（1603年）4月、徳川家康は豊臣時代からの長崎代官・寺沢広高を解任した。代わりに三河以来の旧臣ではあるが当時は京に隠棲していた小笠原為信（一庵）を法印に叙すとともに長崎奉行に任命し、長崎貿易の管理に直接乗り出した。
一庵は三河出身の国衆（三河海賊衆の幡豆小笠原氏一族）で、一族の内紛によって領主の地位を捨て、京都東山辺に隠棲し、茶湯に明け暮れていた。熱心な真宗門徒であった彼に眼をつけた家康は、長崎の地からキリシタンを一掃し、仏教を同地に興隆させることを意図して任命したものであった。一庵は同年4月に与力10騎と共に長崎に下向した。長崎に到着した彼は、寺沢広高の命を受けて長崎に出向した者達が執務した本博多町の役所を、奉行所として引き続き使用した。
一庵の任務は、ポルトガル商船および九州の諸港に来航する唐船の管理・監督とその情報蒐集、舶載生糸や絹織物などの先買い、さらに西国大名に対する監視であった。一庵は、ポルトガル船の到来に合わせて翌9年（1604年）に長崎に下り、主要任務である貿易業務に携わった。同年、中国人の馮六官という者を初代唐通事（通訳）に任命して貿易の便をはかった。この年には、糸割符仕法も開始された。
長崎の地のキリシタンの撲滅と仏教の興隆のため、キリシタン捜索のための目付（のち町司・町使と改称）を設けた。キリシタン達によって破却された仏教寺院の復興のため、まず慶長9年（1604年）、市内芊原（すすきはら）に真宗の正覚寺を創建した。その一方で、一庵は長崎貿易の管理と市政の円滑な運営の見地から、日本キリシタン教界の頭である司教ルイス・デ・セルケイラ (Luis de Cerqueira)の伏見城における家康訪問を斡旋している。
一庵は長崎の町政にも携わった。長崎の市域が天領と私領である大村藩の外町にまたがって不便であったため、慶長10年（1605年）9月11日付で大村方と立会検地・水帳作成の上、先に収公された浦上村などから都合1,898石余りの地を代地として大村氏に給し、内町に接して人家の建て込んだ海辺の低湿地や村落を天領とした。この替地によって天領長崎の境は確定一円化し、「市中」である内町・外町と「郷」の長崎村・浦上村という体制が成立した（『長崎県史』対外交渉編）。
一庵の辞任は慶長10年（1605年）、または同11年（1606年）とされている。辞任の理由は、『後藤家由緒書』には「一庵様御私欲」とあり、『高島四郎太夫由緒書』では一庵に「不首尾」があったとしている。辞任後は、佐渡奉行になったとされる。あるいは、私曲の発覚により切腹または遠島に処されたともされる。